# Товансон
Товансон (кор. 토왕성폭포) — водопад в Национальном парке Сораксан, расположен в уезде Янъян провинции Канвондо (Южная Корея).

## Общие сведения
В течение 45 лет водопад Товансон, ниспадающий с горы Сорак, объявленной национальной горой в 1970 году, можно было увидеть лишь в исключительных случаях, таких, например, как соревнования по альпинизму.
15 ноября 2015 года Корейская служба национальных парков объявила, что рядом с водопадом построена смотровая площадка, которая будет открыта для публики круглый год.
Предыдущая тропа, длиной 2,4 километра от Согонгвона в Сорак-донг до водопада Пирён была продлена на 410 метров, чтобы посетители могли насладиться видом водопада.
Водопад Товансон, высотой около 320 метров, является одним из 10 живописных мест горы Сорак.
В 2013 году водопад получил статус государственной культурной ценности.